# 真的有天堂 (電影)
《真的有天堂》（英語：Heaven Is for Real）是一部2014年基督教電影，兰道尔·华莱士执导。電影改編自2010年同名暢銷書，该书籍取材自真实事件，故事講述一個走過天堂的孩子的真實故事。在加拿大温尼伯取景拍摄。

## 故事簡介
故事講述在美國内布拉斯加州一個小鎮，未滿四歲的寇頓•伯爾普在一場緊急闌尾切除手術中奇蹟生還。幾個月後，寇頓逐漸向父母透露了自己往返天堂的驚異之行。他離開了正在手術中的肉體，看見當時在其他房間中父親和母親的一切行動，他看見醫生的情況和他爸爸的祈禱。他說出了天堂的奇景，遇見耶穌和天使，更有許多鮮為人知的天堂細節，都與聖經記載吻合，但他根本還未識字。更特別的是，他講述在天堂遇到在他媽媽肚中流產死去的姐姐（但寇頓的父母從未告訴寇頓他母親流產這件事），又遇到他曾祖父的情形（寇頓的曾祖父在他出生前二十多年已去世）。他天真奇特的直言，震驚了他的父母，一一得到事實的印證。

## 角色
- Greg Kinnear - Todd Burpo, 内布拉斯加州小镇上的牧师
- Kelly Reilly - Sonja, Burpo的妻子
- Connor Corum - Colton
- Thomas Haden Church - Jay Olson
- Margo Martindale - Nancy Rawling
- Jacob Vargas - Michael
- Nancy Sorel - Slater 医生
- Lane Styles - Cassie, Burpo的女儿，Colton的姐姐

## 评价
影片获得混合评价，烂番茄新鲜度53%，Metacritic上20家媒体综评46分。

### 好评
“无论是神秘主义展示还是信仰作为根基，本片都是绝对的基督影片。没有四处奔湧的眼泪也没有手握圣经的神魔大战，反而使影片更为真实”、“朴素的本质能够让观众宁心静气地欣赏影片，并从中感受到惊喜”、“感谢片中演员们敏感但真情的演绎，将一个原本可能会被解读为末世论的故事打造成了信仰的挽歌”。

### 差评
“这部堪称严厉的电影，只不过是制作人员自以为是的布道而已”、“虽然看上去大义凛然，好似没有任何故弄玄虚，其实充斥着大量的宗教敌对主义”、“得益于强势的演员表演和摄影技巧，影片让内布拉斯加看上去美轮美奂犹如天堂，但这并不代表故事的可信”。

## 票房
美国首周末收获2150万列第三位；次周末收1380万蝉联季军。

## 外部連結
- 中文官方網頁 （页面存档备份，存于）
- Facebook專頁